# 瀬谷村 (神奈川県)
瀬谷村（せやむら）は、1889年（明治22年）4月1日から1939年（昭和14年）4月1日まで存在した神奈川県鎌倉郡の村。

## 概要
神奈川県鎌倉郡北部の村。現在の神奈川県横浜市瀬谷区から阿久和地域を除いた部分にあたる。

## 歴史

### 沿革
- 1889年（明治22年）4月1日 - 町村制の施行により、二ッ橋村、宮沢村、瀬谷村が合併して成立。
- 1939年（昭和14年）4月1日 - 横浜市に編入。同日瀬谷村廃止。同日に設置された戸塚区の一部となる。
- 1969年（昭和44年）10月1日 - 横浜市戸塚区から瀬谷区を分区。旧村域が瀬谷区となる。

## 交通

### 鉄道路線
- 神中鉄道（現相模鉄道）
  - 本線 ：二ツ橋駅、瀬谷駅

### 道路
- 中原街道
- 海軍道路
- 矢倉沢往還

## 現在の町名
阿久和東、阿久和西、阿久和南、三ツ境、卸本町を除く瀬谷区の全域（いずれも大体の範囲）。